# Ayutuxtepeque
Ayutuxtepeque est un district de la municipalité de San Salvador Centro situé dans le département de San Salvador au Salvador. 

## Géographie
Le district s'étend sur 8,41 km2 dans l'aire métropolitaine de San Salvador, principale conurbation urbaine du Salvador, à une altitude moyenne de 700 m. 

## Histoire
Ayutuxtepeque est une municipalité avant le 1er mai 2024, date à laquelle elle est fusionnée avec Ciudad Delgado, Cuscatancingo, Mejicanos et San Salvador pour former San Salvador Centro, dont elle devient un district.

## Démographie
En 2007, la population s'élevait à 34 710 habitants.